# Mińce
Mińce – wieś w Polsce położona w województwie podlaskim, w powiecie białostockim, w gminie Choroszcz.
W latach 1975–1998 miejscowość administracyjnie należała do województwa białostockiego.
Wierni kościoła rzymskokatolickiego należą do parafii św. Antoniego Padewskiego w Niewodnicy Kościelnej.

## Historia
Pierwsza wzmianka o wsi pochodzi z roku 1558.
W 1604 roku Mińce wraz z okolicznymi wsiami: Niewodnicą, Niećkami, Tołczami, Trypuciami, Barszczówką, Czaplinem, Markowszczyzną, Ogrodnikami oraz Hodyszewem pod Brańskiem należały do Jana Koryckiego, syna Andrzeja. Jan ożeniony był z Ewą Trzcieńską, córką Hieronima, podkanclerzego ziemskiego sochaczewskiego.
W roku 1727 wieś liczyła 56 mieszkańców.
Mińce należały do dworu w Markowszczyźnie. W 1790 były własnością Łyszczyńskich, Cybulskich, Godlewskich, Świderskich.
Na przełomie roku 1941/42 Mieczysław Kuźmicki z Niewodnicy, kleryk unickiego seminarium, rozpoczął tajne nauczanie dzieci. Uczył dzieci w Niewodnicy Koryckiej, w Mincach i w Czaplinie. Nauczał czytania, pisania, rachunków i katechizmu w zakresie trzech oddziałów szkoły powszechnej. Nauka odbywała się parę razy w tygodniu na przemian w Mincach i w Czaplinie. Na lekcje przychodziło do dwudziestu dzieci z tych miejscowości. W czasie lekcji rodzice pilnowali, czy nie zbliża się ktoś obcy. W Mincach lekcje odbywały się w pierwszym murowanym domu na skraju wsi u "Adolcików". Te lekcje tajnego nauczania wizytował Henryk Banulewicz, kierownik szkoły w Księżynie.